# The Captains
The Captains (dosł. Kapitanowie) – kanadyjski pełnometrażowy film dokumentalny z 2011 roku, zrealizowany przez Williama Shatnera. 

## Opis treści
Autor, który największą popularność zdobył jako kapitan James T. Kirk z oryginalnego serialu Star Trek, rozmawia z pozostałymi aktorami, którzy wcielali się w role najważniejszych kapitanów w innych serialach i filmach w ramach tego samego uniwersum. Głównym tematem ich dyskusji są sprawy związane z blisko pięćdziesięcioletnią historią Star Trek, ale poruszane są również kwestie bardziej osobiste, jak wpływ intensywnej pracy na planie na życie prywatne aktorów, a nawet ich stosunek do śmierci i tego, co nas czeka (lub nie czeka) po niej. Film zawiera również szereg wspomnień samego Shatnera. 

## Główni bohaterowie
| aktor           | postać ze Star Trek                 |
| --------------- | ----------------------------------- |
| William Shatner | James T. Kirk (pierwotna obsada)    |
| Patrick Stewart | Jean-Luc Picard                     |
| Kate Mulgrew    | Kathryn Janeway                     |
| Avery Brooks    | Benjamin Sisko                      |
| Scott Bakula    | Jonathan Archer                     |
| Chris Pine      | James T. Kirk (nowa obsada filmowa) |